# Pinus glabra
Espèce
Statut de conservation UICN

 LC  : Préoccupation mineure
Pinus glabra est une espèce de conifères de la famille des Pinaceae.